# Inessa Kravets

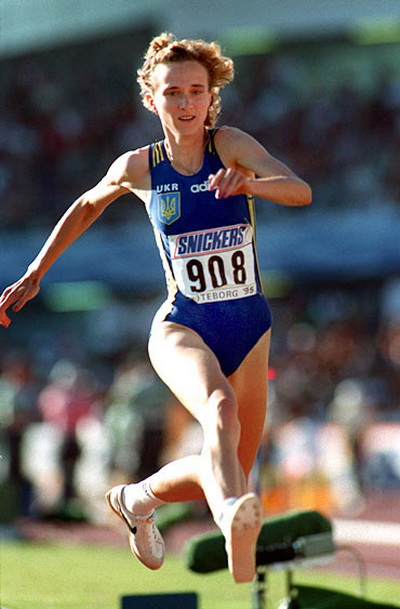
Inessa Kravets, Mundial de Atletismo Göteborg 1995.

Inessa Kravets (Dnepropetrovsk, 5 de octubre de 1966) es una exatleta ucraniana especialista en pruebas de salto de longitud y triple salto, que fue campeona olímpica y mundial de triple salto, y poseía el récord mundial de esta prueba con 15,50 desde 1995 hasta 2021 donde la venezolana Yulimar Rojas lo batió con una marca de 15,67 en los Juegos Olímpicos de Tokio 2020.

## Inicios
En 1988, con solo 21 años irrumpió con fuerza en la élite internacional del salto de longitud al saltar en Kiev 7,27, una de las mejores marcas del mundo ese año. Sin embargo en los Juegos Olímpicos de Seúl '88 no logró pasar de una discreta 10.ª posición.
En los siguientes años atravesó un bache deportivo que defraudó en parte las expectativas creadas en torno a ella. En 1990 solo fue 6.ª en los Campeonatos de Europa de Split.
Entretanto, y sin abandonar el salto de longitud, empezó a competir también en triple salto, una prueba que por estos años empezaban a practicar a nivel competitivo las mujeres. Precisamente en 1991, durante los mundiales indoor de Sevilla, Kravets ganó la prueba de triple salto con un nuevo récord del mundo bajo techo (14,44), aunque la prueba no formaba parte del programa oficial de estos campeonatos.
El 10 de junio de 1991 batió en Moscú el récord mundial de triple salto al aire libre con 14,95, superando los 14,54 que había saltado la china Li Huirong el año anterior.

## Medalla de plata en Barcelona '92
A los Juegos Olímpicos de Barcelona 1992 llegaba como una de las grandes favoritas del salto de longitud, tras haber saltado pocas semanas antes en Kiev 7,37, su mejor salto de siempre, y que le colocaba 6.ª en el ranking de todos los tiempos. En Barcelona tuvo una buena actuación, pero tuvo que conformarse con la medalla de plata con un salto de 7,12, solo 2 cm menos que la ganadora Heike Drechsler que hizo 7,14
En los mundiales indoor de Toronto 1993 se proclamó campeona de triple, en la primera vez que esta prueba formaba parte del programa oficial, y además con un nuevo récord mundial de 14,47. Además fue 3.ª en salto de longitud. 
Sin embargo una sanción de tres meses tras dar positivo en un control antidopaje por estimulantes, le impidió participar en los mundiales al aire libre de Stuttgart ese mismo verano, donde por primera vez se disputaba el triple salto femenino en los mundiales al aire libre.

## Récord de mundo y oro olímpico
En los siguientes mundiales, los de Gotemburgo 1995, logró el título mundial de triple con un salto de 15,50, superando en 41 cm el anterior récord mundial de la rusa Anna Biryukova (15,09 desde 1993). El récord de Kravets fue superado en Las Olimpiadas de Tokio 2020 por Yulimar Rojas con una marca de 15,67. En estos mundiales participó también en salto de longitud, donde solo fue décima.
Al año siguiente era de largo la gran favorita para alzarse con la medalla de oro de triple en los Juegos Olímpicos de Atlanta 1996, donde se incluía por primera vez en la historia el triple salto femenino. Kravets ganó cómodamente el oro con una marca de 15,33, siendo la única finalista en superar los 15 metros. Plata fue la rusa Inna Lasovskaya y bronce la checa Sarka Kasparkova, ambas con 14,98 pero con un mejor segundo salto de la rusa.

## Última etapa
Tras los Juegos de Atlanta las lesiones casi le obligan a dejar el atletismo. Regresó tiempo después, aunque ya no consiguió buenos resultados. En los mundiales de Sevilla 1999 incluso fue eliminada en la calificación de triple. 
En 2000 se vio envuelta de nuevo en un caso de dopaje, tras dar positivo en una competición celebrada en Barcelona el 7 de julio. Por ello fue sancionada con dos años sin competir.
Aunque todo indicaba que esto supondría su retirada del atletismo, ella regresó a la competición pasados los dos años, y llegó incluso a ganar una medalla de plata en salto de longitud en los europeos indoor de Birmingham 2003, ya con 36 años cumplidos.

## Resultados
- Europeos de Split 1990 - 6.ª en longitud (6,85)
- Mundiales Indoor de Sevilla 1991 - 4.ª en longitud (6,71)
- Europeos Indoor de Génova 1992 - 4.ª en longitud (6,57), 1.ª en triple (14,15)
- Juegos Olímpicos de Barcelona 1992 - 2.ª en longitud (7,12)
- Mundiales Indoor de Toronto 1993 - 3.ª en longitud (6,77), 1.ª en triple (14,47)
- Europeos Indoor de París 1994 - 3.ª en longitud (6,72), 6.ª en triple (14,32)
- Europeos de Helsinki 1994 - 2.ª en longitud (6,99), 3.ª en triple (14,67)
- Mundiales de Gotemburgo 1995 - 1.ª en triple (15,50)
- Juegos Olímpicos de Atlanta 1996 - 1.ª en triple (15,33)
- Mundiales Indoor de Birmingham 2003 - 2.ª en longitud (6,72)

## Mejores marcas
- Salto de longitud - 7,37 (Kiev, 1992)
- Triple salto - 15,50 (Gotemburgo, 1995)